# Mitzger Tivadar
Mitzger Tivadar, Mitzger Tódor (Marcali, 1869. április 10. – Budapest, 1936. március 10.) orvosdoktor, színműíró, Mitzger Imre testvére, Farkasházy Tivadar anyai nagyapja.

## Élete
Mitzger Miksa járásorvos és Kuhn Cecilia fia. Középiskolai tanulmányait a Keszthelyi Római Katolikus Gimnáziumban (1879–1883), a Szombathelyi Királyi Katolikus Főgimnáziumban (1883–1884) és a Kaposvári Állami Főgimnáziumban (1884–1887) végezte. Az egyetemet Grazban végezte, ahol 1893-ban orvosdoktori oklevelet nyert. Ezután meglátogatott több nevezetes külföldi egyetemet és gyógyintézetet, így Párizs, Berlin, Lindewiese, Wörishofen, Veldes és más helyeket. 1896-ban megalapította Budapesten az első magyarországi hidro-elektroterápiai gyógyintézetet; melyet gyógykezelés céljából külföldiek is látogattak. 1922. február 13-án Budapesten, a Józsefvárosban házasságot kötött a nála 24 évvel fiatalabb Gerstner Anna Máriával, Gerstner Károly és Ruf Mária lányával, 1925-ben elváltak. 1935. január 29-én Budapesten, a Terézvárosban feleségül vette a nála 37 évvel fiatalabb Molnár Annát (1906–1975), Molnár Péter és Kelemen Mária leányát. Elhunyt 1936. március 10-én a Lipótvárosi Társaskör Lipót körút 1. szám alatti klubhelyiségében.

## Munkái
- Kataphorese gyógymód. Az ideg- és nemi betegségek gyógyítása. Budapest, 1898
- Bűnök az ifjuság nemi életében és azok hatásai a férfi korban. Budapest, 1910
- A prostitutio társadalmi jelentősége. Budapest, 1902
- A kéjvágy betegei. Budapest, 1902
- Neki minden sikerül. Vígjáték 2 felvonásban. Bemutatták 1890 augusztusában Marcaliban, Balogh Árpád társulatánál.